# Нашият капитан
„Нашият капитан“ е български телевизионен филм (новела, военна драма) от 1966 година по сценарий на Благой Стратев и режисьор Алеко Драганов. Оператор е Константин Русев.

## Актьорски състав
| Изпълнител     | Роля     |
| -------------- | -------- |
| Никола Гълъбов | офицерът |
| деца           |          |